# Ccrypt
ccrypt est un logiciel utilitaire permettant le chiffrement et le déchiffrement de fichiers. Il a été conçu pour remplacer la commande standard crypt (en) des systèmes Unix qui n'était plus considérée comme sûre.
ccrypt implémente l'algorithme Rijndael sur lequel repose le standard AES. C'est un logiciel libre distribué sous la licence publique générale GNU.